# Grand Theft Auto: London 1969
Grand Theft Auto: London 1969 è un'espansione del videogioco Grand Theft Auto, pubblicata nel 1999 per PC e PlayStation. Può essere anche installata autonomamente. È in assoluto la prima espansione (di qualunque gioco) pubblicata per PlayStation.
Il gioco usa lo stesso motore di gioco di Grand Theft Auto con la grafica che ricorda il predecessore, sebbene tutto sia adattato alla nuova ambientazione. Il gameplay e la meccanica del gioco sono identici a quelli di GTA. Il gioco è tradotto in italiano per quanto riguarda i testi, ma non il parlato, che è in inglese con il tipico accento londinese.

## Trama
Come implica il nome, il gioco è ambientato a Londra nell'anno 1969. Il giocatore interpreta ancora il ruolo di un criminale agli inizi che per guadagnare soldi e farsi una reputazione all'interno della città, popolata da altri gangster, dovrà portare a compimento le missioni che gli saranno assegnate dal capo. Infine il criminale riuscirà ad eliminare il capo della Gang rivale, così egli avrà un posto alto nella propria Gang.

## Ambientazione
Il settaggio geografico e temporale è stato reso mediante riferimenti culturali e storici (un esempio sono i gemelli Crisp, riferimento ai Gemelli Kray), includendo la presenza di un personaggio simile a James Bond e l'uso di parole slang in parte autentiche. In più le auto si guidano sulla parte sinistra della strada come nella reale Inghilterra. Naturalmente sono presenti i tipici taxi neri e i bus rossi a due piani. I nomi dei quartieri corrispondono a quelli veri (Westminster, Soho...) e la colonna sonora è tipicamente anni sessanta.

## Modalità di gioco
Il funzionamento è lo stesso del primo Grand Theft Auto e come in quest'ultimo la missione è divisa in sotto-sezioni con brevi scene d'intermezzo, ma tutto si svolge in una sola città. Le armi disponibili nel gioco sono le seguenti: pistola, mitra, lanciafiamme, lanciarazzi.

## Grand Theft Auto: London 1961
Nel luglio 1999 viene pubblicato un nuovo add-on, disponibile solo per Windows e MS-DOS, denominato Grand Theft Auto: London 1961. Scaricabile liberamente sul sito ufficiale di Grand Theft Auto: London 1969, questa espansione contiene una nuova mappa, 22 nuovi veicoli e un nuovo set di missioni aggiuntive ambientate cronologicamente otto anni prima del gioco originale.